# Осан (Луизијана)
Осан (енгл. Ossun) насељено је место без административног статуса у америчкој савезној држави Луизијана.

## Демографија
По попису из 2010. године број становника је 2.144.
| Група             | 2000.    | 2010.         |
| Белци             | 0 (0,0%) | 1.114 (52,0%) |
| Афроамериканци    | 0 (0,0%) | 949 (44,3%)   |
| Азијати           | 0 (0,0%) | 0 (0,0%)      |
| Хиспаноамериканци | 0 (0,0%) | 39 (1,8%)     |
| Укупно            | 0        | 2.144         |